# هاتزيفا
هاتزيفا هي موشاف تقع في جنوب إسرائيل بالقرب من وادي عربة، تأسست في عام 1968.